# Vincenc Mašek
Vincenc Václav Mašek (* 5. April 1755 in Zwikowetz; † 15. November 1831 in Prag) war ein böhmischer Komponist.

## Leben
Mašek studierte bei Josef Seger und František Xaver Dušek und lebte einige Zeit als reisender Konzertpianist. Er wurde dann Opernkapellmeister und 1794 Organist in Prag. Daneben betrieb er ab 1802 eine Musikalienhandlung. 
Mašek komponierte zwei tschechische Opern, Sinfonien, Klavierkonzerte, kammermusikalische Werke, Messen, Proprien, Kantaten, Klaviersonaten, Werke für die Glasharmonika und Lieder.
Sein Bruder Pavel Mašek sowie seine Söhne Albín und Gašpar Mašek waren ebenfalls Komponisten.